# Gryllica pseudopicta
Gryllica pseudopicta är en skalbaggsart som beskrevs av Lane 1965. Gryllica pseudopicta ingår i släktet Gryllica och familjen långhorningar. Inga underarter finns listade i Catalogue of Life.